# Glenlyon Range
Glenlyon Range är ett berg i Kanada.   Det ligger i territoriet Yukon, i den västra delen av landet, 4 100 km väster om huvudstaden Ottawa. Toppen på Glenlyon Range är 1 733 meter över havet, eller 22 meter över den omgivande terrängen. Bredden vid basen är 0,19 km.
Terrängen runt Glenlyon Range är huvudsakligen kuperad, men norrut är den bergig. Trakten runt Glenlyon Range är nära nog obefolkad, med mindre än två invånare per kvadratkilometer.. Det finns inga samhällen i närheten.